# Le docteur Miracle (Bizet)
Le docteur Miracle (deutsche Titel: Doktor Mirakel oder Der Wunderdoktor) ist eine Opéra-comique oder „Opérette“ in einem Akt des französischen Komponisten Georges Bizet. Das Libretto stammt von Léon Battu und Ludovic Halévy. Die Uraufführung fand am 9. April 1857 im Théâtre des Bouffes-Parisiens in Paris statt.

## Handlung
Hauptmann Silvio möchte gerne Laurette, die Tochter des Bürgermeisters heiraten. Dieser ist jedoch strikt dagegen. Da greift Silvio zu einer List. Er verkleidet sich als Koch und lässt sich als solcher vom Bürgermeister in dessen Privathaushalt anstellen. In seiner neuen Eigenschaft serviert Silvio dem Bürgermeister ein so schlechtes Omelette, dass diesem so übel wird, dass er glaubt, sterben zu müssen. Eilig ruft er einen Arzt herbei, der natürlich kein anderer ist als wiederum Silvio in einer neuen Verkleidung. Da dieser genau den Grund der Erkrankung des Bürgermeisters kennt und weiß, dass es sich um keine ernste Erkrankung handelt, gelingt es ihm, den vermeintlich todkranken Bürgermeister schnell zu heilen. Zuvor nahm er ihm noch das Versprechen ab, im Falle der Heilung Laurette heiraten zu dürfen. Da er nun mal diese Heirat erlaubt hat, kann der Bürgermeister sein Wort nicht mehr zurücknehmen, auch als er die wahre Identität des Kochs bzw. Wunderarztes erkennt. Somit kann Silvio seine Laurette endlich doch heiraten.

## Gestaltung
Das Werk entspricht in Text und Musik im Wesentlichen einer Opéra-comique. Bizet ließ allerdings einige Anspielungen an den damals modernen Stil von Jacques Offenbach einfließen. Wie Offenbach wollte er das „genre primitif et gai“ wiederbeleben. Ein Höhepunkt ist das „Omelette“-Quartett, in dem Bizet spöttisch die italienische Oper persifliert. Während das Partitur-Autograph wie auch der Klavierauszug von 1962 als „Opéra-comique“ bezeichnet ist, trägt das 1857 gedruckte Libretto die Bezeichnung „Opérette“.

### Orchester
Die Orchesterbesetzung der Oper enthält die folgenden Instrumente:
- Holzbläser: zwei Flöten (2. auch Piccolo), Oboe, zwei Klarinetten, Fagott
- Blechbläser: drei Hörner, zwei Pistons, Posaunen
- Pauken, Triangel
- Streicher
- Bühnenmusik (aus dem Orchester besetzt): Klarinette, Posaune, große Trommel, Becken

### Musiknummern
Das Werk besitzt die folgenden Musiknummern:
- Nr. 1. Terzett (Laurette, Véronique, Bürgermeister): „La drôle de musique“
  - Nr. 1bis. [Fanfare]
- Nr. 2. Romanze (Laurette): „Ne me grondez pas pour cela“
- Nr. 3. Couplets (Pasquin): „Je sais monter les escaliers“
- Nr. 4. Quartett (Laurette, Véronique, Pasquin, Bürgermeister): „Voici l’omelette“
- Nr. 5. Duett und Terzett (Laurette, Pasquin, Bürgermeister): „En votre aimable compagnie“
  - Nr. 5bis. Auftritt des docteur Miracle
- Nr. 6. Schlussquartett (Laurette, Véronique, Wunderdoktor, Bürgermeister): „Mon enfant, si tu m’aimes bien“

## Werkgeschichte
Der damals erst 18-jährige Georges Bizet komponierte dieses Werk anlässlich eines von Jacques Offenbach ausgeschriebenen Kompositionswettbewerbs für eine am Théâtre des Bouffes-Parisiens aufzuführende Opéra-comique. Zusammen mit Charles Lecocq errang er mit diesem Werk den ersten Preis. Beide Komponisten vertonten dasselbe Libretto. Die beiden Stücke wurden im April 1857 abwechselnd jeweils 11 Mal gezeigt.
Die Uraufführung am 7. April 1857 stand sowohl musikalisch als auch szenisch unter der Leitung von Jacques Offenbach. Es sangen Gerpré (Podestà), Marguerite Macé-Montrouge (Véronique), Marie Dalmont (Laurette) und Étienne Pradeau (Silvio/Pasquin).
Obwohl das Werk durchaus erfolgreich war, gab es lange Zeit keine weiteren Produktionen. Es wurde erst am 12. Mai 1951 im Pariser Konservatorium wieder gezeigt. Die britische Premiere war eine Rundfunkübertragung der BBC am 18. Januar 1953 (in englischer Übersetzung von David Harris). Im Winter 1956/1957 gab es eine Produktion in Leeds. Die erste Aufführung in den USA fand am 24. März 1971 beim Mannes Opera Workshop in der Kaufman Concert Hall in New York statt. Der Bizet Catalogue von Hugh Macdonald führt eine größere Zahl von Produktionen ab den 1950er Jahren auf, darunter auch deutschsprachige Aufführungen in Nürnberg und Linz 1963, Berlin 1991 und Frankfurt an der Oder 1993 und Hannover 2006 (jeweils in der Übersetzung von Klaus Jossa). Im Jahr 2019 wurde die Oper beim Wexford Festival aufgeführt.
Es gibt mehrere CDs im Handel. Die Tonträgereinspielungen gehen dabei bis in die 1950er Jahre zurück. In einigen Aufnahmen ist zusätzlich auch die Fassung von Charles Lecocq zu hören.